# スッピンアラシ
『スッピンアラシ』は、日本の男性アイドルグループ・嵐のライブ・ビデオ。2000年6月28日にPONY CANYONから発売された。

## 概要
2000年4月6日から30日まで行われた自身初となるコンサート「嵐 FIRST CONCERT 2000」の模様を中心とし、メンバーへのインタビューや移動、台風ジェネレーションのジャケット撮影の様子などが収録されているVHSである。
嵐としては、自身初のVHSリリースであり、最初で最後のPONY CANYONでのVHSリリースとなった。
事務所の先輩である少年隊、男闘呼組、SMAP、TOKIOの曲を多く披露している。
本作収録の「A・RA・SHI」は、後に5thベストアルバム「5×20 All the BEST!! 1999-2019」初回限定盤2特典DVD「ARASHI LIVE CLIPS」にも収録された。
初回限定盤はスペシャルボックス仕様となっており、嵐スケジュールノートが封入。通常盤には封入特典としてミニバインダーインデックスが封入されている。
嵐のライブ映像で唯一DVDまたはBlu-ray化されていない。

## 収録曲
※カッコ内は原曲アーティスト。
1. A・RA・SHI
2. メドレー
  1. BREAK THE LAW（男闘呼組）
  2. THE Road（SMAP）
3. SUNRISE日本
4. CAN'T TAKE EYES OFF OF YOU（フランキー・ヴァリ）- 櫻井翔
5. メドレー
  1. サクセスストリート（少年隊）
  2. 踊り子（フォーリーブス）- 相葉雅紀・二宮和也
  3. ブルドッグ（フォーリーブス）- 櫻井翔・大野智・松本潤
  4. サマならサンバ（少年隊）- 相葉雅紀・二宮和也
  5. あなたに今Good-bye（少年隊）- 松本潤
  6. あいつとララバイ（少年隊）- 櫻井翔・大野智・相葉雅紀・二宮和也
  7. ONE STEP BEYOND（少年隊）- 櫻井翔・大野智・相葉雅紀・二宮和也
6. まいったネ今夜（少年隊）
7. NATSU 〜夏〜（木村拓哉）- 二宮和也
8. Super Star（植草克秀）- 松本潤
9. Cool（林田健司）- 大野智
10. HORIZON
11. メドレー
  1. living large（SMAP）
  2. Scarface Groove（SMAP）
  3. まったくもう（SMAP）
12. 与作（北島三郎）- 櫻井翔
13. 雪国（吉幾三）- 大野智
14. 愛の嵐（TOKIO）- 相葉雅紀・二宮和也
15. メドレー
  1. リンゴジュース（SMAP）
  2. Burn it（男闘呼組）
16. MIDNIGHT TRAIN（男闘呼組）
17. 明日に向かって
18. SUNRISE日本

## コンサート日程
- コンサート『嵐 FIRST CONCERT 2000』について記述。

|        | 開催日時 | 開演時間 | 会場         |
| 2000年 | 2000年   | 2000年   | 2000年       |
| ------ | -------- | -------- | ------------ |
| 1      | 4月06日  | 14:00    | 大阪城ホール |
| 1      | 4月06日  | 17:30    | 大阪城ホール |
| 2      | 4月29日  | 14:00    | 横浜アリーナ |
| 2      | 4月29日  | 17:30    | 横浜アリーナ |
| 3      | 4月30日  | 14:00    | 横浜アリーナ |
| 3      | 4月30日  | 17:30    | 横浜アリーナ |